# Schitu Topolniței
Schitu Topolniței – wieś w Rumunii, w okręgu Mehedinți, w gminie Izvoru Bârzii. W 2011 roku liczyła 164 mieszkańców.